# Daum (motore di ricerca)
Daum (다음?, 多音?, DaeumLR, TaŭmMR) è uno dei motori di ricerca di internet e dei portali web più famosi in Corea del Sud. È stato fondato nel 1997 e appartiene all'azienda sudcoreana Kakao.

## Servizi
- Daum Cafe
- Daum Blog
- Daum Planet
- Daum Search
- Hanmail
- Daum Direct1